# Museo Gabriela Mistral
El Museo Gabriela Mistral es un museo chileno, ubicado en la ciudad de Vicuña, en la Región de Coquimbo, fundado el 18 de septiembre de 1957. Posee diversas muestras dedicadas a difundir la vida y obra de la poetisa chilena Gabriela Mistral.
La muestra permanente posee una colección de cerca de 1.100 objetos personales de la escritora en exhibición. Además existe una biblioteca abierta al público consistente en cerca de 2.000 libros, la mayoría perteneciente a la colección personal de Mistral, y que fueron donados a la comuna para crear su primera biblioteca pública.
El museo también posee 2 salas: la Sala Albricias y la Sala Lagar. En la primera se presentan de manera didáctica las principales obras de la poetisa, y en la segunda se realizan diversas actividades de extensión. Además, al interior del museo hay una réplica de la casa donde nació Gabriela Mistral, y un parque con especies autóctonas, como cactus, naranjos, chañares y palmeras.

## Historia
El Museo Gabriela Mistral fue abierto al público el 18 de septiembre de 1957, tan solo unos meses después de la muerte en Nueva York de la poetisa. Su primera directora fue Isolina Barraza de Estay. En los años siguientes la administración del museo pasó a manos de la Dirección de Bibliotecas, Archivos y Museos (hoy Servicio Nacional del Patrimonio Cultural).
El 13 de septiembre de 1971 fue inaugurado el actual edificio del museo, diseñado por el arquitecto Oscar Mac-Clure.
En 2008, el museo recibió una importante donación consistente en cerca de 3.000 objetos personales de la poetisa, que se encontraban en manos de Doris Atkinson, albacea de Doris Dana, quien fue pareja y amiga de Mistral.